# توني بولوك
توني بولوك (بالإنجليزية: Tony Bullock)‏ (18 فبراير 1972 في المملكة المتحدة - ) هو لاعب كرة قدم بريطاني في مركز حراسة المرمى. لعب مع دندي يونايتد وماكليسفيلد تاون ونادي بارنسلي ونادي دندي ونادي روس كاونتي ونادي سانت ميرين ونادي غيلينغهام ونادي هايد إف سي وليك تاون ‏ ونورثويتش فيكتوريا ولينكولن سيتي أف سي وأردريونيانز ونادي مونتروز لكرة القدم ونادي اربوراث ونادي ليفينغستون لكرة القدم.

## وصلات خارجية
- توني بولوك على موقع قاعدة بيانات كرة القدم.إي يو (الإنجليزية)
- توني بولوك على موقع Soccerbase.com (لاعب) (الإنجليزية)